# Oropus interruptus
Oropus interruptus är en skalbaggsart som beskrevs av Thomas Casey 1886. Oropus interruptus ingår i släktet Oropus och familjen kortvingar. Inga underarter finns listade i Catalogue of Life.